# 168
168 (CLXVIII) var ett skottår som började en torsdag i den julianska kalendern.

## Händelser

### Okänt datum
- Marcus Aurelius och Verus slår tillbaka markomannerna i Dakien.
- När Han Huandi efterträds av Han Lingdi som kinesisk kejsare av Handynastin påbörjas också dess första år av Jianning-eran.

## Födda
- Zhang Fei, general under Liu Bei under De tre kungadömenas tid i Kina (död 221)
- Zhao Yun, befälhavare under inbördeskrigen under Handynastins senare tid och De tre kungadömenas tid i Kina (död 229)
- Jiang Qin, officer i kungariket Wu under De tre kungadömenas tid i Kina (död 213)

## Avlidna
- Han Huandi, kinesisk kejsare av Handynastin